# Franz Joseph von Hortstein
Franz Joseph Edler von Hortstein (* 18. August 1854 in Temesvár; † 20. Juni 1938) war ein österreichisch-ungarischer Feldmarschalleutnant. 

## Leben
Franz Joseph von Hortstein stammte aus einer jüdischen Familie mit dem ursprünglichen Nachnamen Ornstein. Er war der ältere Sohn von Generalmajor Aurel Leopold von Hortstein (1826–1909). Er diente ab 1873 in der Gemeinsamen Armee und war nacheinander Stabsoffizier oder Lehrer an der Kriegsschule an verschiedenen Orten der Monarchie, unter anderem in Böhmen und Niederösterreich. Am 1. Mai 1902 wurde er zum Generalmajor, am 1. November 1906 zum Feldmarschalleutnant befördert. Im Jahr 1912 wurde er nach der Verleihung des Ehrenrangs und Charakters als General der Kavallerie zum 1. Dezember 1912 pensioniert.
Sein jüngerer Bruder Lothar von Hortstein (1855–1944) diente ebenfalls in der Gemeinsamen Armee und erreichte den Rang eines Korpskommandanten und k.u.k. General der Infanterie.  Er war verheiratet mit Ida Karoline von Schmedes (1868–1925). 

## Ehrungen
Für seine Verdienste erhielt er den Orden der Eisernen Krone dritter Klasse (1901) und das Ritterkreuz des Leopold-Ordens (1908), außerdem war er Träger des Militärverdienstkreuzes, der Militär-Verdienstmedaille und mehrerer anderer Auszeichnungen. 